# 沿志奏逢2
『沿志奏逢2』（そうしそうあいツー）は、日本のバンド・Bank Bandの2枚目のカバー・アルバム。2008年1月16日にトイズファクトリーより発売された。

## 背景
2007年7月に開催されたap bank主催の野外音楽フェスティバル『ap bank fes '07』は、台風4号の影響で3日間のうち2日が中止となった。それにより生じた赤字を埋め、ap bankの新たな活動資金を回すために本作が制作された。
小林武史は、前作『沿志奏逢』発売後『ap bank fes』などでBank Bandとして新たなカバー曲を披露していたことから、アルバムについて「曲はかなり揃ってきてるなぁ、とは思ってた」という。また、「それを単なる二番煎じではなく出せたらって、そこを考えてましたね」とも語っている。

## 音楽性
前作『沿志奏逢』同様に櫻井和寿が選曲した邦楽のカバー曲に加え、Bank Bandのオリジナル曲である「to U」「はるまついぶき」「よく来たね」を収録した内容となっている。そのため、前作とは異なり完全なカバー・アルバムではない。選曲について櫻井は「今回はどちらかというと、楽しい曲が入ってる感じですね。最初の（『沿志奏逢』）はメッセージ色が強かったんですけど、もうちょっと肩の力を抜いた感じのほうがいいのかなと思った」と語っている。
収録されているカバー曲は、主に前作『沿志奏逢』発売後にライブで新たに披露された楽曲から選曲されているが、同じく披露されていた「空席」（真島昌利の楽曲のカバー）、「プロポーズ」（KANの楽曲のカバー）、「情熱の薔薇」（THE BLUE HEARTSの楽曲のカバー）、「君が降りてきた夏」（MOJO CLUBの楽曲のカバー）、「星のラブレター」（THE BOOMの楽曲のカバー）、「SOMEDAY」（佐野元春の楽曲のカバー）は未収録となっている。
レコーディングでは、前作より参加しているミュージシャンのほか、『ap bank fes』にBank Bandとして出演したメンバーも加わり、より多彩な演奏になっている。小林武史は「1枚目より、ひと回りスケール・アップすることは考えてました」という。

## リリース
通常盤のみの1形態で発売。紙ジャケット仕様となっている。ライブDVD『ap bank fes '07』と同時発売で、前作『沿志奏逢』から約3年3か月ぶりのアルバムとなった。
本作の収益はap bankの活動資金に充てられる。
2018年6月14日より本作を含むBank Bandの全楽曲のダウンロード配信・サブスクリプション配信がスタートした。

## アートワーク
アートディレクターは丹下紘希が担当。CDにはアルバムタイトルと鳥の群れが鏡のように反転してプリントされており、CDジャケットを組み立てて光を投射すると、CDがある上側に印刷された月にその鳥とタイトルが浮かび上がるという演出になっている。

## 収録曲
- 全編曲：Bank Band / 管編曲：小林武史・山本拓夫 / 弦編曲：小林武史・四家卯大 / プロデュース：小林武史

1. 何の変哲もないLove Song [4:08]
  - 作詞・作曲：KAN

KANの楽曲のカバー。
野外音楽フェスティバル『ap bank fes '06』で披露されていた楽曲。
『ap bank fes '08』ではゲストのKAN本人と共に演奏され、その模様は同ライブDVDにも収録されている。
ベスト・アルバム『沿志奏逢4』にも収録された。
2. ひとつだけ [5:04]
  - 作詞・作曲：矢野顕子

矢野顕子の楽曲のカバー。
『ap bank fes '07』で披露されていた楽曲。
3. 昨日のNo, 明日のYes [5:33]
  - 作詞：GAKU-MC / 作曲：森俊之

GAKU-MCの楽曲のカバー。GAKUがボーカルで参加している。
ライブ『BGM Vol.2 ～沿志奏逢』で披露されていた楽曲。
『ap bank fes '05』ではゲストのGAKU本人と共に演奏され、その模様は同ライブDVDにも収録されている。
4. to U [7:12]
  - 作詞：櫻井和寿 / 作曲：小林武史

1stシングル。
TBS系報道番組『筑紫哲也 NEWS23』テーマソング[9]。
5. スローバラード [5:56]
  - 作詞・作曲：忌野清志郎・みかん

RCサクセションの楽曲のカバー。
『ap bank fes '06』で披露されていた楽曲。
6. 遠い叫び [3:51]
  - 作詞・作曲：仲井戸麗市

RCサクセションの楽曲のカバー。
本作で新たにカバーされた楽曲。環境問題に関するメッセージ性の高い曲を、という小林から櫻井へのリクエストによりこの楽曲と9曲目の「煙突のある街」が選ばれた[5]。
7. 休みの日 [5:32]
  - 作詞：宮田和弥 / 作曲：寺岡呼人

JUN SKY WALKER(S)の楽曲のカバー。
『ap bank fes '06』で披露されていた楽曲。
ベスト・アルバム『沿志奏逢4』に『ap bank fes '06』でのライブ音源が収録された。
8. イロトリドリノセカイ [4:53]
  - 作詞・作曲：TAKUYA

JUDY AND MARYの楽曲のカバー。
『ap bank fes '07』で披露されていた楽曲。
9. 煙突のある街 [5:59]
  - 作詞・作曲：真島昌利

真島昌利の楽曲のカバー。
本作で新たにカバーされた楽曲。
10. はるまついぶき [5:26]
  - 作詞：櫻井和寿 / 作曲：小林武史

2nd配信限定シングル。初CD化。
松竹系映画『ミッドナイト・イーグル』主題歌[10]。
Nestlé「KitKat」CMソング[11]。
11. MR.LONELY [4:55]
  - 作詞・作曲：玉置浩二

玉置浩二の楽曲のカバー。
『ap bank fes '07』で披露されていた楽曲。
12. evergreen [5:45]
  - 作詞・作曲：小林武史

MY LITTLE LOVERの楽曲のカバー。
『ap bank fes '06』で披露されていた楽曲。
『ap bank fes '08』ではゲストのakko本人と共に演奏された。
13. 歌うたいのバラッド [7:11]
  - 作詞・作曲：斉藤和義

斉藤和義の楽曲のカバー。
『BGM Vol.2 ～沿志奏逢』『ap bank fes '07』で披露されていた楽曲。
櫻井は「斉藤さんは涼しげに歌ってるイメージがあるんですけど、ぼくが歌うと熱くなってしまう」と語っている[12]。
ベスト・アルバム『沿志奏逢4』に『ap bank fes '11 Fund for Japan』でのライブ音源が収録された。
14. よく来たね [4:13]
  - 作詞・作曲：櫻井和寿

オリジナル曲。Bank Bandのオリジナル曲では唯一、作詞・作曲共に櫻井単独となっている。
『ap bank fes '07』のオープニングで歌うために作られた楽曲[13]。翌年以降の『ap bank fes』でもほぼ毎年1曲目に披露されている。
夏休みに、田舎の街で甥っ子が遊びに来るのを楽しみに待つ叔父の気持ちを書いたとも語っている[14]。NHK音楽番組『みんなのうた』で流れても違和感のないものをイメージしたという[15]。
本作に収録されているのは「晴れバージョン」で、歌詞が僅かに異なる「雨バージョン」も存在する[16]。
ベスト・アルバム『沿志奏逢4』に『ap bank fes '12 Fund for Japan』でのライブ音源が収録された。

## 参加ミュージシャン
- Bank Band
  - 櫻井和寿：Vocal, Guitar, Harmonica (#3)
  - 小林武史：Keyboards
  - 山木秀夫：Drums (#1, #3 - #5, #9, #13)
  - 河村“カースケ”智康：Drums (#2, #6 - #8, #10 - #12)
  - 美久月千晴：Bass (#1, #3 - #5, #9, #13)
  - 亀田誠治：Bass (#7, #8, #11)
  - TOKIE：Bass (#2, #6, #10, #12)
  - 小倉博和：Guitar (#1, #2, #6 - #8, #11 - #13)
  - 古川昌義：Guitar (#3 - #5, #9)
  - 高野寛：Guitar (#10)
  - 山本拓夫：Saxophone (#2 - #6, #8, #10 - #13), Flute (#1)
  - 西村浩二：Trumpet (#2, #3, #5, #6, #8, #12)
  - 藤井珠緒：Percussion (#1 - #3, #8, #12)
  - 四家卯大：Cello (#2, #4, #5, #7, #9 - #14)
  - 沖祥子：Violin (#2, #4, #5, #7, #10 - #14)
  - 伊勢三木子：Violin (#2, #4, #5, #7, #10 - #14)
  - 菊地幹代：Viola (#2, #5, #7, #10 - #14)
  - 四家卯大ストリングス：Strings (#2, #4, #5, #7, #10 - #14)
  - イシイモモコ（ハミングキッチン）：Chorus (#2, #3, #7, #8, #11, #12)
  - 登坂亮太：Chorus (#2, #3, #7, #8, #11, #12)
- GAKU-MC：Feat. Vocal (#3)
- Salyu：Feat. Vocal (#4)
- 吉田誠：Computer Programming
- 安達練：Computer Programming

## テレビ出演
| 番組名                   | 日付          | 放送局     | 演奏曲             |
| ------------------------ | ------------- | ---------- | ------------------ |
| ミュージックステーション | 2008年1月18日 | テレビ朝日 | 歌うたいのバラッド |
| 僕らの音楽               | 2008年1月18日 | フジテレビ | MR.LONELY          |
| 僕らの音楽               | 2008年1月18日 | フジテレビ | 遠い叫び           |
| 僕らの音楽               | 2008年1月18日 | フジテレビ | はるまついぶき     |

## ライブ映像作品
| 曲名                    | 作品名                                     |
| ----------------------- | ------------------------------------------ |
| 何の変哲もないLove Song | ap bank fes '06                            |
| ひとつだけ              | ap bank fes '07                            |
| 昨日のNo, 明日のYes     | BGM Vol.2 〜沿志奏逢                       |
| to U                    | →「 to U#ライブ映像作品 」を参照           |
| スローバラード          | ap bank fes '06                            |
| スローバラード          | ap bank fes '09                            |
| 遠い叫び                | ap bank fes '10                            |
| 休みの日                | ap bank fes '06                            |
| イロトリドリノセカイ    | ap bank fes '07                            |
| 煙突のある街            | ap bank fes '09                            |
| 煙突のある街            | ap bank fes '10                            |
| はるまついぶき          | →「 はるまついぶき#ライブ映像作品 」を参照 |
| MR.LONELY               | ap bank fes '07                            |
| evergreen               | ap bank fes '06                            |
| 歌うたいのバラッド      | BGM Vol.2 〜沿志奏逢                       |
| 歌うたいのバラッド      | ap bank fes '07                            |
| 歌うたいのバラッド      | ap bank fes '11 Fund for Japan             |
| よく来たね              | ap bank fes '07                            |
| よく来たね              | ap bank fes '08                            |
| よく来たね              | ap bank fes '10                            |
| よく来たね              | ap bank fes '11 Fund for Japan             |
| よく来たね              | ap bank fes '12 Fund for Japan             |